# Seberang Taluk
Seberang Taluk is een bestuurslaag in het regentschap Kuantan Singingi van de provincie Riau, Indonesië. Seberang Taluk telt 1749 inwoners (volkstelling 2010).